# Lockheed Martin
Локид Мартин (енгл. Lockheed Martin) је америчка компанија која се бави ваздухопловством, свемиром, одбраном и развојем нових технологија. Присутна је у целом свету. Настала је спајањем Локид корпорације и Мартин Маријете у марту 1995. Запошљава више од 140.000 људи широм света.
Локид Мартин је једна од највећих компанија наменске индустрије у свету. У 2009. години преко 74% прихода компаније је дошло из сектора за наоружање. Компанија је добила 7,1% укупних издвајања Пентагона за одбрану САД.

## Историја
У марту 1994. године почели су разговори о интеграцији између Локид корпорације и Матин Маријете. Компаније су 30. августа 1994. године објавиле планове о интеграцији вредној 10 милијарди долара. Договор је финализован 15. марта 1995. године када су деоничари обе компаније одобрили интеграцију.

## Производи
- Локид C-130 Херкул
- F-117 Ноћни јастреб
- F-16 Фајтинг фалкон
- F-35 лајтнинг II
- F-22 раптор
- Јунона (сонда)
- Феникс (свемирски брод)
- Орбитални истраживач Марса
- Марс глобал сурвејор
- Телескоп Хабл
- Атлас V
- Спејс шатл

## литература
- Simons, David; Withington, Thomas. Die Geschichte der Fligerei (на језику: (језик: немачки)). Bath: Parragon Books Ltd. ISBN 978-1-4054-8950-8.